# Herbert Simon
Herbert Alexander Simon (Milwaukee, 15 giugno 1916 – Pittsburgh, 9 febbraio 2001) è stato un economista, psicologo e informatico statunitense.
Le sue ricerche spaziano nei campi della psicologia cognitiva, dell'informatica (in particolare nel settore dell'intelligenza artificiale), dell'economia, del management e della filosofia della scienza. Con circa un migliaio di pubblicazioni, molte citatissime, è uno dei più importanti scienziati sociali del XX secolo.

## Attività scientifica
Simon non è stato solo un uomo universale, ma un pensatore veramente innovativo. È stato tra i padri fondatori di molte tra le più importanti discipline scientifiche, inclusa l'intelligenza artificiale, l'elaborazione dell'informazione, la teoria dell'organizzazione, il problem solving, i sistemi complessi e la simulazione al computer della scoperta scientifica.
Il genio e l'influenza di Simon sono evidenziati dai molti premi ricevuti, tra i quali: il premio Turing della Association for Computing Machinery (1975) insieme ad Allen Newell per aver dato "contributi fondamentali all'intelligenza artificiale, alla psicologia cognitiva e al trattamento delle liste" (1975); il Premio Nobel per l'economia "per le sue pionieristiche ricerche sul processo decisionale nelle organizzazioni economiche" (1978); la Medaglia Nazionale per la Scienza (1986); e il premio della American Psychological Association per gli eccezionali contributi alla psicologia (1993).
Ha analizzato in maniera sistematica il comportamento decisionale degli individui all'interno delle organizzazioni, osservando che costoro non si attenevano ai criteri imposti dalle teorie normative. In particolare ha evidenziato come la scelta effettuata da un individuo non rispetta gli assiomi fondamentali dell'approccio logico. Quindi un individuo più che fare scelte ottimali, fa scelte soddisfacenti, sia per i vincoli svolti dalle organizzazioni sia per i limiti imposti dal sistema cognitivo umano.
Simon è stato anche un pioniere nel campo dell'intelligenza artificiale, creando con Newell i programmi "Logic Theory Machine" (1956) e "General Problem Solver" (G.P.S.) (1957). Il G.P.S. è stato forse il primo tentativo di separare la strategia di problem solving dall'informazione sui problemi da risolvere. Ambedue i programmi furono sviluppati usando il linguaggio Information Processing Language (IPL) (1956) sviluppato da Newell, Cliff Shaw e Simon.
Ha ricevuto, il 12 ottobre 1988, la laurea magistrale honoris causa in Scienze politiche dall'Università degli Studi di Pavia. Nel 1990 è stato eletto Fellow dell'Association for the Advancement of Artificial Intelligence.

## Contributi economici
Herbert Simon ha realizzato cambiamenti importanti in microeconomia. A lui si deve il concetto di organizational decision-making come lo conosciamo oggi. È stato il primo a discutere questo concetto in un contesto di incertezza, e per il lavoro su questo argomento è stato insignito del Premio Nobel nel 1978.
Lavorando nella "Cowles Commission for Economic Research", l'obiettivo di Simon era di collegare la teoria economica con matematica e statistica. I suoi contributi più importanti riguardano l'equilibrio generale e l'econometria. È stato fortemente influenzato dal dibattito marginalista iniziato negli anni trenta.
Un contributo importante riguarda le ricerche sull'organizzazione industriale, dove ha sostenuto che l'organizzazione interna delle imprese e le decisioni sul business non sono conformi alle teorie neoclassiche sulle decisioni "razionali". Simon ha scritto numerosi articoli sull'argomento, concentrandosi sulla questione delle decisioni sotto l'ipotesi di comportamento nota come razionalità limitata.
"Comportamento razionale", in economia, significa che gli individui massimizzano la loro funzione di utilità sotto i vincoli dati (ovvero limiti di bilancio, scelte limitate...) ricercando il loro interesse personale. Il termine razionalità limitata indica la scelta razionale che tiene conto dei limiti cognitivi e conoscitivi. La razionalità limitata è un argomento centrale dell'economia comportamentale, riguardante i modi in cui il processo decisionale influenza le decisioni. Le teorie sulla razionalità limitata abbandonano alcuni assunti della teoria dell'utilità.
Simon decise che il modo migliore di studiare questi temi fosse quello di utilizzare modelli di simulazione. Perciò s'è interessato di intelligenza artificiale, interazione uomo-computer, principi di organizzazione di uomini e macchine, processi informativi, uso del computer per studiare problemi filosofici e implicazioni sociali della tecnologia del computer. Alcune delle ricerche hanno riguardato il cambiamento tecnologico e i cambiamenti nel processo dell'informazione.
Come cittadino di Pittsburgh, ha fornito consulenza alla cittadinanza su varie questioni, incluso l'uso di fondi pubblici per costruire stadi e i metodi per raccogliere le imposte.

## Teoria della "razionalità olimpica"
"Razionalità olimpica" è un termine coniato da Herbert A. Simon per definire la razionalità piena di un soggetto. 
Quando Simon parla di razionalità olimpica (olympic rationality, nell'originale) si riferisce a un contesto di stipulazione contrattuale. Simon distingue infatti due tipologie di contratti: contratti completi e contratti incompleti.
I primi sono contratti che dovrebbero essere sviluppati tra persone che possiedono entrambe razionalità olimpica. In questo caso le parti saranno in grado di prevedere tutte le situazioni verificabili nell'ambito del loro rapporto e inserire all'interno del contratto determinati comportamenti da assumere nel caso in cui le situazioni si verifichino.
L'altra definizione di contratto è quella di contratto incompleto. Questa tipologia di contratto è stipulata tra persone che non sono in possesso di razionalità olimpica. Per contratto incompleto si intende, quindi, quel contratto in cui non sono state calcolate tutte le situazioni verificabili. Il contratto incompleto è un contratto che, perché venga rispettato nella sua totalità, avrà bisogno di un giudice o un arbitro che decida il comportamento che le due parti dovranno assumere in una determinata situazione.
Simon usa un'immagine efficace per fare distinzione tra i due modelli di razionalità. 
Usa l'immagine della mano di un individuo che prende, senza tremolii, un oggetto da un paniere.
Perché ciò possa avvenire, il soggetto deve essere in grado, in un breve lasso di tempo, di individuare ciascun oggetto del paniere, individuare le caratteristiche e prenderne uno dal paniere con la mano decisa. Dato che questo implica che l'individuo sia in possesso di razionalità olimpica, è più probabile che la sua mano, mentre sta per cogliere un oggetto dal cesto di elementi, sia una mano tremolante; quindi non decisa sulla scelta dell'oggetto.

## Opere (selezione)
- Administrative behavior; a study of decision-making processes in administrative organization, New York, Macmillan Co., 1947.
- Public administration, New York, Knopf, 1950.
- Models of man: social and rational; mathematical essays on rational human behavior in society setting, New York, Wiley, 1957.
- Organization, con James March, New York, Wiley, 1958.
- The new science of management decision, New York, Harper, 1960.
- The architecture of complexity, Philad, 1962.
- The shape of automation for men and management, New York, Harper & Row, 1965.
- Human problem solving, coautore Allen Newell, Englewood Cliffs, N.J., Prentice-Hall, 1972.
- The sciences of the artificial, Cambridge, MIT Press, 1969.
- Models of discovery : and other topics in the methods of science, Boston, D. Reidel Pub. Co., 1977.
- Models of thought, New Haven, Yale University Press, 1979.
- Scientific discovery as problem solving, con Pat Langley e Gary L. Bradshaw, Pittsburgh, Carnegie-Mellon University, 1980.
- Models of bounded rationality, Cambridge, Mass., MIT Press, 1982.
- Reason in human affairs, Stanford, Calif., Stanford University Press, 1983.
- Protocol analysis, con K. Anders Ericsson, Cambridge, Mass., MIT Press, 1985.
- Complex information processing : the impact of Herbert A. Sim on : 21st Carnegie Mellon Symposium on Cognition con David Klahr e Kenneth Kotovsky, Hillsdale, N.J., Erlbaum, 1989.
- Models of my life, New York, Basic Books, 1991.

### Edizioni in lingua italiana
- Il comportamento amministrativo, traduzione di Administrative behavior, Bologna, Il Mulino, 1958.
- Teoria dell'organizzazione, traduzione di Organizations, Milano, Edizioni di Comunità, 1966.
- Direzione d'impresa e automazione, traduzione di The shape of automation, Milano, Etas Kompass, 1968.
- Le scienze dell'artificiale, traduzione di The sciences of the artificial, Milano, ISEDI, 1973.
- Informatica, direzione aziendale e organizzazione del lavoro : la nuova scienza delle decisioni manageriali, traduzione di The new science of management decision, Milano, Angeli, 1979.
- La ragione nelle vicende umane, Bologna, Il Mulino, 1984. ISBN 88-15-00488-2
- Casualità, razionalità, organizzazione, Bologna, Il Mulino, 1985. ISBN 88-15-00934-5
- Modelli per la mia vita, traduzione di Models of my life, Milano, Rizzoli, 1992. ISBN 88-17-84202-8
- Scienza economica e comportamento umano, traduzione di Models of bounded rationality, Torino, Edizioni di Comunità, 2000. ISBN 88-245-0581-3
- Bounded rationality e razionalità giuridica / tre scritti di H. A. Simon, Bari, Adriatica, 2007. ISBN 978-88-89654-13-2